# 深蠕蛇鰻
深蠕蛇鰻，為輻鰭魚綱鰻鱺目糯鰻亞目蛇鰻科的其中一種，分布於東南太平洋Nazca海脊海域，棲息深度約310公尺，體長可達33.4公分，棲息在底層水域，屬肉食性，生活習性不明。

## 擴展閱讀
維基物種上的相關：深蠕蛇鰻